# Bosc de bambú d'Arashiyama
El bosc de bambú d'Arashiyama (嵐山竹林, Arashiyama chikurin) o bosc de bambú de Sagano, és un bosc natural de bambú situat al barri d'Arashiyama, a la ciutat de Kyoto. El bosc està format principalment per bambú moso (Phyllostachys edulis) i consta de diversos camins per a turistes i visitants. El Ministeri de Medi Ambient el considera una part del paisatge sonor del Japó.
El bosc es troba prop del temple Tenryū-ji, que és la seu de l'escola budista Rinzai, i també prop del santuari Nonomiya. Té una superfície de 16 quilòmetres quadrats. Abans del 2015 calia pagar entrada per a accedir al bosc.

## Clima
La regió experimenta un temps impredictible amb un clima força fresc i molta llum solar. Els estius són curts, càlids i força ennuvolats. Els hiverns són frígids, ventosos i parcialment ennuvolats. És un lloc humit durant tot l'any. La temperatura acostuma a oscil·lar entre els 0 °C i els 32 °C al llarg de l'any. Els estius duren aproximadament dos mesos, del 23 de juny al 17 de setembre, amb una temperatura màxima diària de més de 27 °C de mitjana. Els hiverns duren uns tres mesos, del 3 de desembre al 18 de març, amb una temperatura màxima diària inferior als 12 °C de mitjana.